# Heugem
Heugem is een voormalig dorp aan de rivier de Maas in de Nederlandse provincie Limburg. Sinds de annexatie door Maastricht in 1920 transformeerde het dorp geleidelijk tot een woonwijk in het zuidoosten van deze stad. Het is een van de 44 officiële buurten van de gemeente Maastricht.

## Ligging
Heugem wordt in het noorden en oosten begrensd door de buurt Randwyck, in het westen door de rivier de Maas, en in het zuiden door de gemeente Eijsden-Margraten. Een groot deel van de buurt Heugem bestaat uit water.

## Geschiedenis
Over de vroegste geschiedenis van Heugem is weinig bekend. Een Maastrichtse kerk gewijd aan de heilige aartsengel Michael wordt al in het jaar 772 genoemd, maar het is niet duidelijk of daarmee de kerk van Heugem wordt bedoeld. De kerk bestond in elk geval al in 1157, toen paus Adrianus IV het kapittel van Onze-Lieve-Vrouwe te Maastricht bevestigde in het bezit van de kerk en tienden van Heugem. De parochie reikte toen tot Margraten. De kerk van Cadier en Keer was tot eind achttiende eeuw onderhorig aan die van Heugem.
In oude documenten wordt Heugem aangeduid als 'Hoin', 'Hoyn', 'Hoiens', 'Hoghem' of 'Hogehem'. De oudste vermelding, 'Hoin', komt voor in een pauselijke bul van de eerder genoemde Adrianus IV, gedateerd 24 juli 1155, waarin de kerk van Luik wordt bevestigd in het bezit van de curtes in onder andere 'Hoin' en 'Sanctum Petrum in Traiecto' (Heugem en Sint Pieter). In 1213 geeft bisschop Hugo van Pierrepont de curtis van 'Hoiens' (Heugem) in leen aan Walram III van Limburg. Mogelijk ging Heugem, samen met andere Limburgse lenen, na de Limburgse Successieoorlog (1283–1288) over naar het Hertogdom Brabant, maar daarover bestaat geen duidelijkheid. In elk geval was er in 1334 een conflict over het bezit van 'Hoyn' (Heugem) tussen hertog Jan III van Brabant en bisschop Adolf van der Mark van Luik, waarin de Franse koning Filips VI van Frankrijk bemiddelde. In 1363 blijkt Heugem in bezit te zijn van Walraven van Valkenburg, heer van Born en Sittard, die Heugem in dat jaar schenkt aan Johan III van Gronsveld. Hoe Walraven van Valkenburg Heugem verwierf en waarom hij het schonk aan de heer van Gronsveld, is niet bekend.

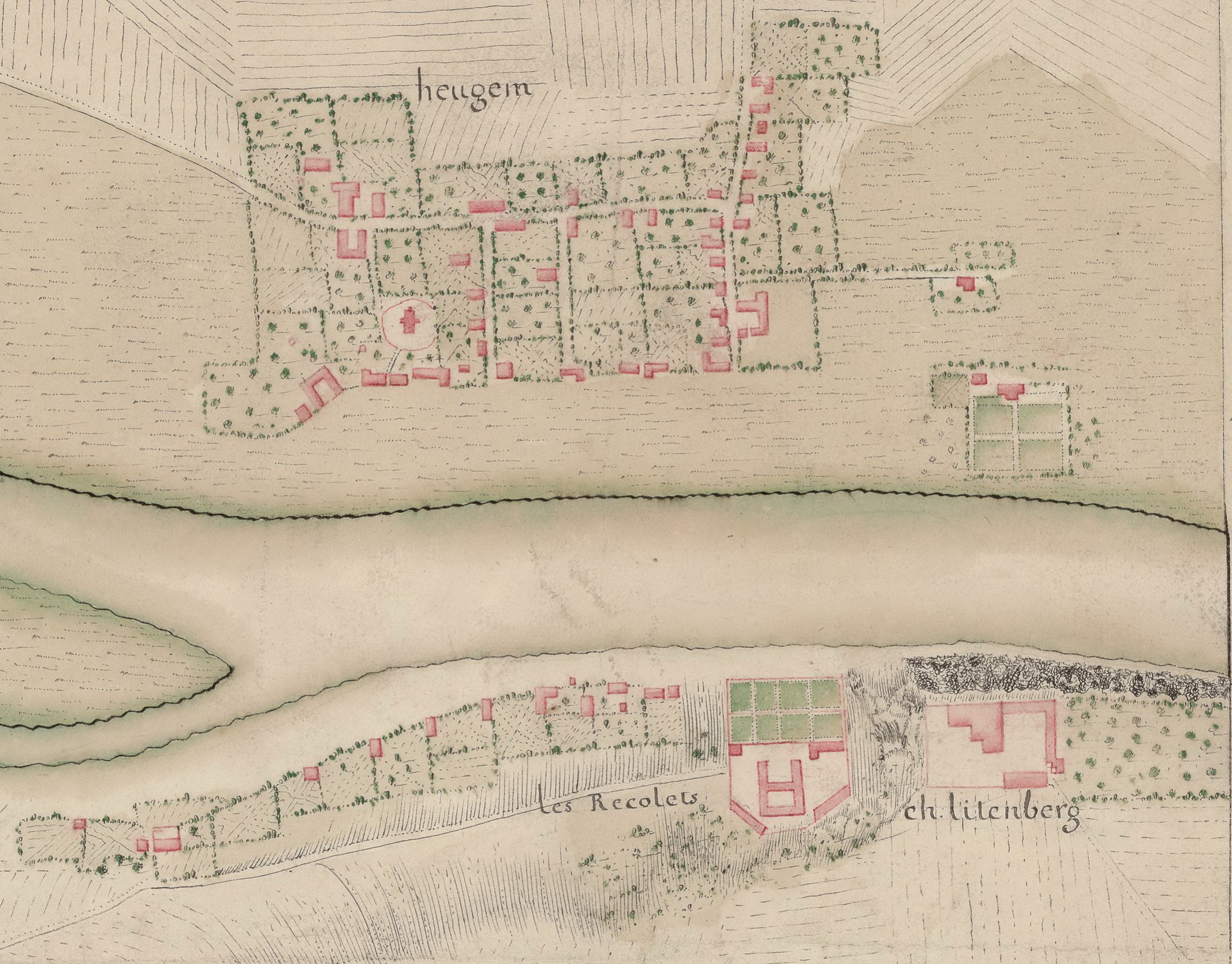
Heugem en Sint Pieter op een Franse kaart uit 1748

Heugem bleef tot aan de komst van de Fransen in 1794 tot de heerlijkheid Gronsveld behoren, vanaf 1586 rijksgraafschap Gronsveld genoemd. Daarbinnen vormde Heugem een eigen schepenbank (of hooggerecht) met een schout en zeven schepenen. De schepenbank van Honthem was onderhorig aan die van Heugem. De heren en graven van Gronsveld zetelden in het Kasteel van Gronsveld. Niet duidelijk is of het bij Heugem gelegen Kasteel Hoogenweerth een bestuurlijke functie had voor het graafschap of de schepenbank.
Voordat Heugem in 1920 door annexatie bij Maastricht werd gevoegd, maakte het deel uit van de toenmalige gemeente Gronsveld. Het stratenplan van het dorp bestond vóór de grote uitbreidingen in de twintigste eeuw min of meer uit een rechthoek, gevormd door de Maarlander of Trichterweg in het westen, de Dorpsstraat in het oosten en de Koestraat in het zuiden. De Heugemerweg was de belangrijkste verbindingsweg met Maastricht (Wyck). Deze splitste zich ten noorden van Heugem in drie wegen die door of om het dorp heen liepen: de Maastrichterweg (doorgaande weg via hoeve Vogelzang naar Gronsveld), de Vauerstraat-Dorpstraat-Koestraat en de  Trichter- of Maarlanderweg (doorgaande route naar Oost, Maarland, Breust en Eijsden). Ook na de annexatie bleef het dorp tot circa 1980 sterk agrarisch van inslag en functioneerde het als zelfstandig kerkdorp binnen de gemeente Maastricht. Dat Heugem van origine geen stadswijk is, is nog duidelijk te zien aan de structuur van de oude dorpskern, die nog min of meer in tact is.
Van 1913 tot 1979 was in Heugem een klooster van de Zusters van het H. Sacrament en van Liefde gevestigd. De van oorsprong Franse congregatie stond in Frankrijk bekend als Sœurs de la Charité de Bourges. Ze hielden zich voornamelijk bezig met onderwijs en wijkverpleging. Op de hoek van de Heugemerstraat en De Beente ligt nog steeds het, inmiddels tot woningen verbouwde, klooster met de kloosterkapel. Naast het voormalige klooster ligt de meisjesschool, die door de zusters werd gerund, tegenwoordig buitenschoolse en peuteropvang Anne Frank (Heugemerstraat 215). De kapel, het klooster en de school zijn alle gemeentelijke monumenten.
Sinds de jaren 1980 is een groot deel van de weilanden die het dorp omringden, verdwenen als gevolg van ontgrindingen langs de Maas (aan de zuidwestzijde van het dorp) en stadsuitbreidingen (ten noorden en ten oosten van de oude dorpskern). De aan de kant van Heugem gelegen, maar ten dele bij de heerlijkheid Sint Pieter behorende Maaseilanden Grote en Kleine Weerd (of Eiland van Sint Pieter) waren al eerder verdwenen door de Maaskanalisatie. Op laatstgenoemd eiland lagen twee buitenwerken van de vestingwerken van Maastricht: de redoute des Récollets (1677-ca. 1868) en het bastion Randwyck (1742-1975). Het gebied ten noorden van Heugem heet thans Randwyck.

## Voorzieningen, verenigingsleven, recreatie

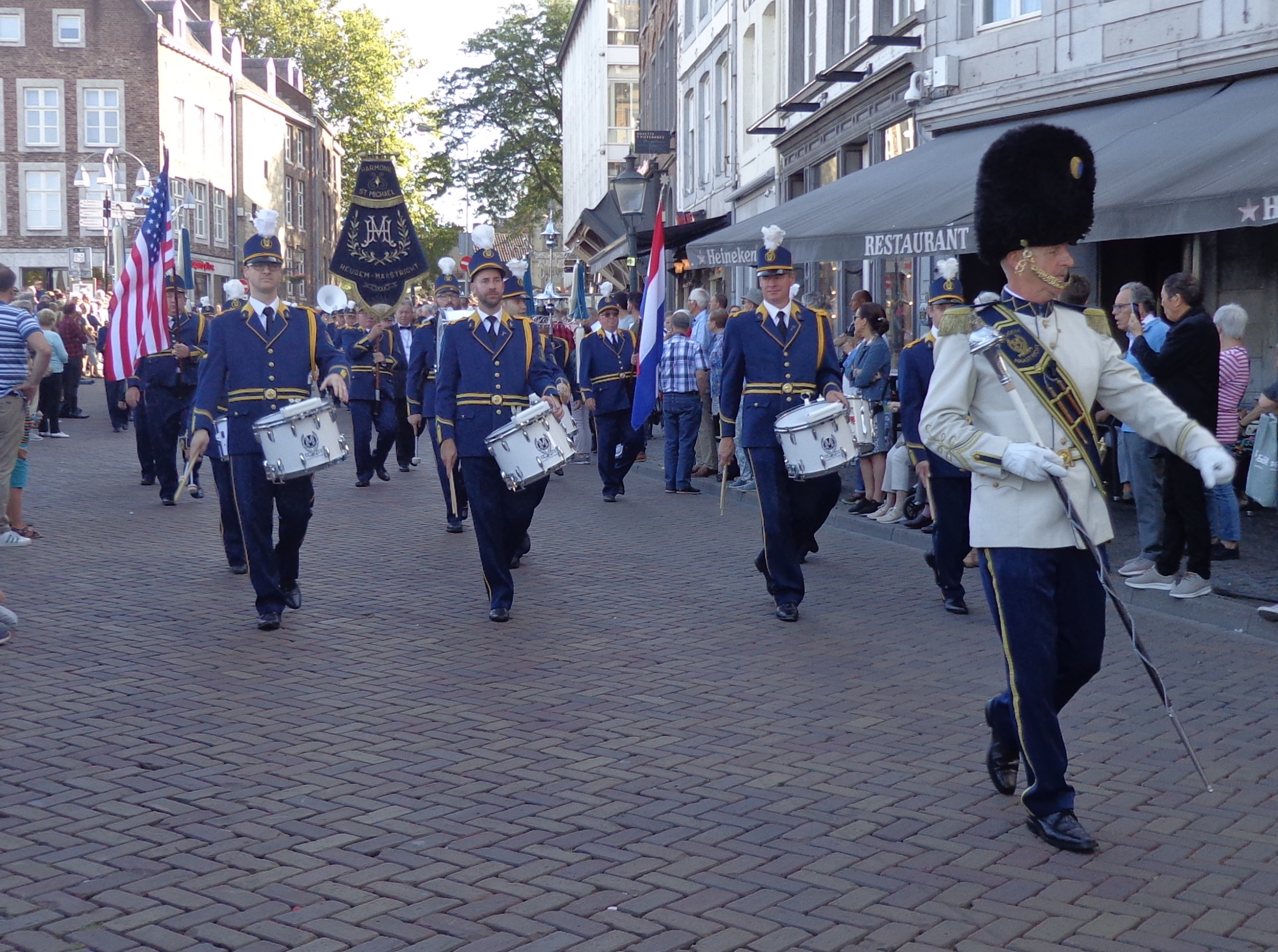
Harmonie St. Michaël in de ticker tape parade tijdens de 75-jarige herdenking van de bevrijding van Maastricht, 2019

Heugem heeft diverse voorzieningen en een rijk verenigingsleven. Het dorp beschikt over een eigen winkelcentrum en meerdere horecavoorzieningen. Centraal in de dorpskern staan de rooms-katholieke Sint-Michaëlkerk en het buurtcentrum De Klaekeburg. Aan de Gronsvelderweg ligt revalidatiecentrum Vitala+, voorheen verpleeghuis La Valence. Aan de zuidrand van het dorp ligt Huize Maasveld, een complex met paviljoenachtige gebouwen voor gehandicapten.
Het dorp heeft een harmonie (Sint Michaël, Heugem) en een amateurvoetbalvereniging (RKHSV). Deze laatste leverde in de jaren 1960 de MVV-eredivisiespelers P. en H. Custers. De club speelt op velden in het nabij de dorpskern gelegen Sportpark Heugem, waar ook tennisvereniging LTV Heugem haar tennisbanen heeft. Andere verenigingen zijn het jeugdkoor Voice Heugem Mestreech en de carnavalsverenigingen De Waterratte en De Kikkers.
Ten westen van het dorp, in de uiterwaarden van de Maas, liggen van noord naar zuid: het natuurgebied Kleine Weerd, de waterrecreatievereniging Randwyck, de jachthaven Sint-Pietersplas, de watersportvereniging Maasvogels en een grote recreatieplas.

## Bezienswaardigheden
Heugem kent een aantal bezienswaardigheden, waaronder een aantal monumentale boerderijen en het Kasteel Hoogenweerth, een kasteelachtig landhuis aan de Maas. Kasteel Hoogenweerth wordt al in de 15e eeuw genoemd, maar is in haar huidige vorm grotendeels 18e- en 19e-eeuws. Het in geel en grijs geschilderde gebouw bezit stijlelementen van de neorenaissance en de neoclassicistische architectuur.
De kerktoren van de Sint-Michaëlkerk is 18e-eeuws. De kerk werd in 1905 vergroot met een nieuw priesterkoor en in 1960 met een nieuw middenschip van architect Frits Peutz. Een in het interieur opgestelde kerkklok heeft een inscriptie uit 1272 en is daarmee de oudste luidklok van Maastricht. In het interieur bevindt zich verder een 15e-eeuws triomfkruis. Het altaar en een lessenaar zijn samengesteld uit houten apostelenbeelden, afkomstig van een 15e-eeuwse apostelbalk. Diverse andere beelden en schilderijen dateren uit de 17e en 18e eeuw. Het kerkorgel van de firma Pereboom & Leijser dateert uit 1870, maar heeft een oudere orgelkast.

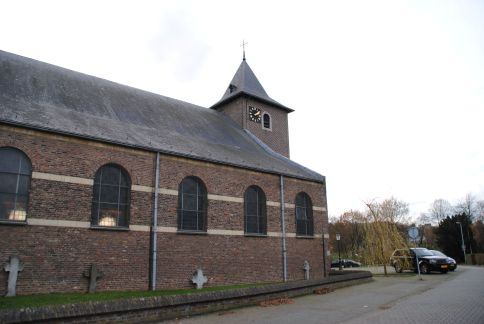
Sint-Michaëlskerk
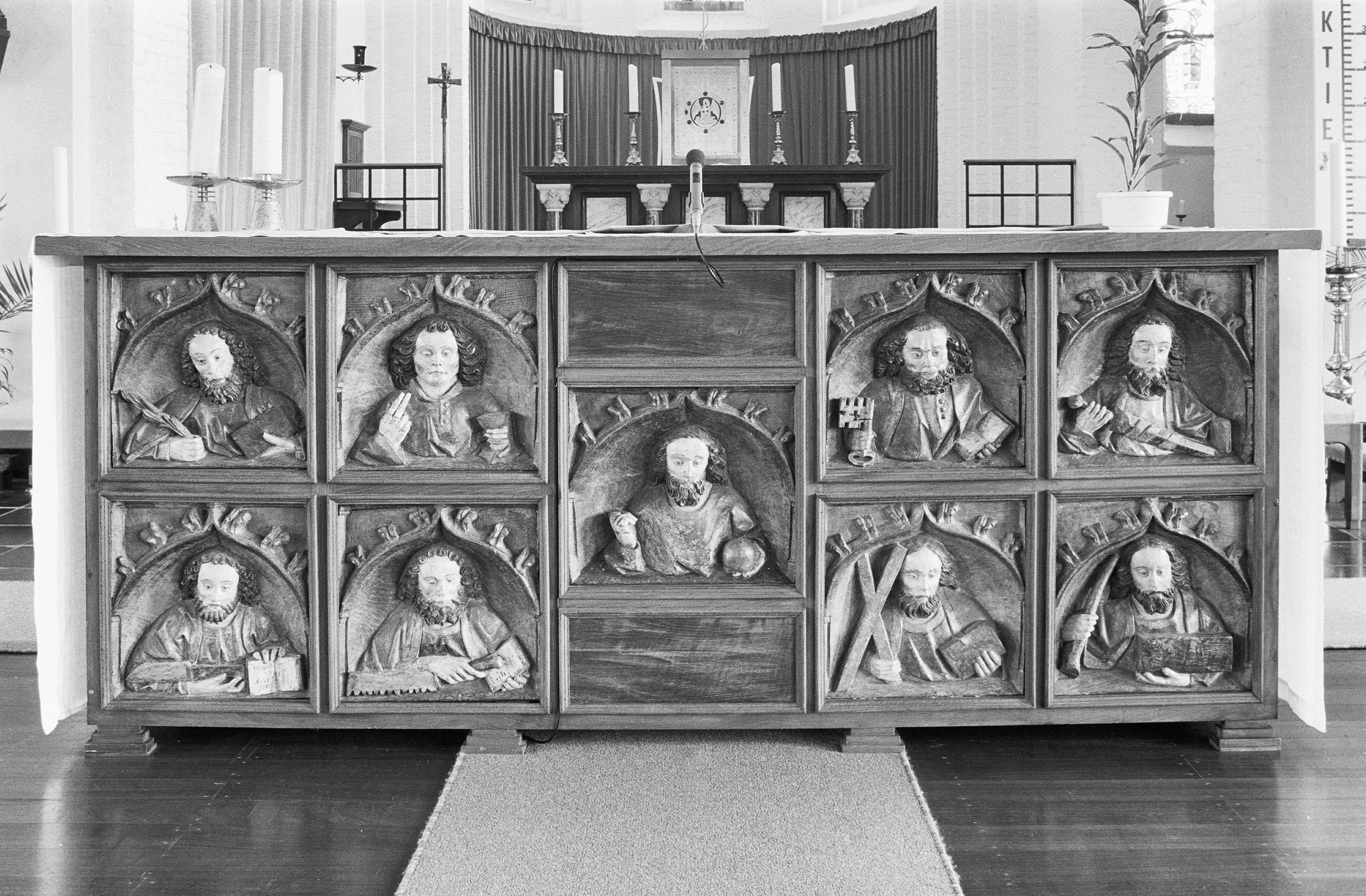
Altaar met 15e-eeuwse sculpturen
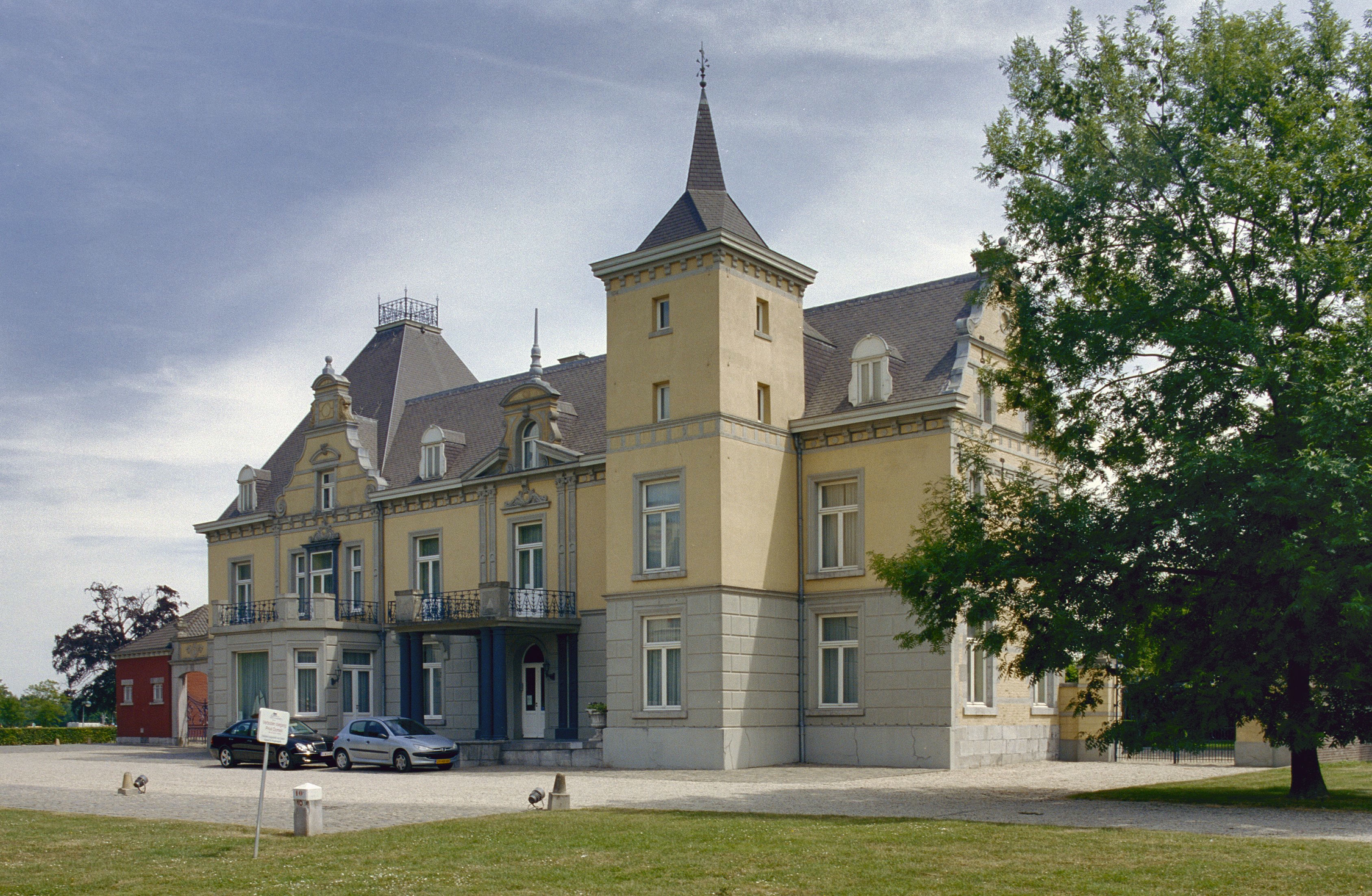
Kasteel Hoogenweerth
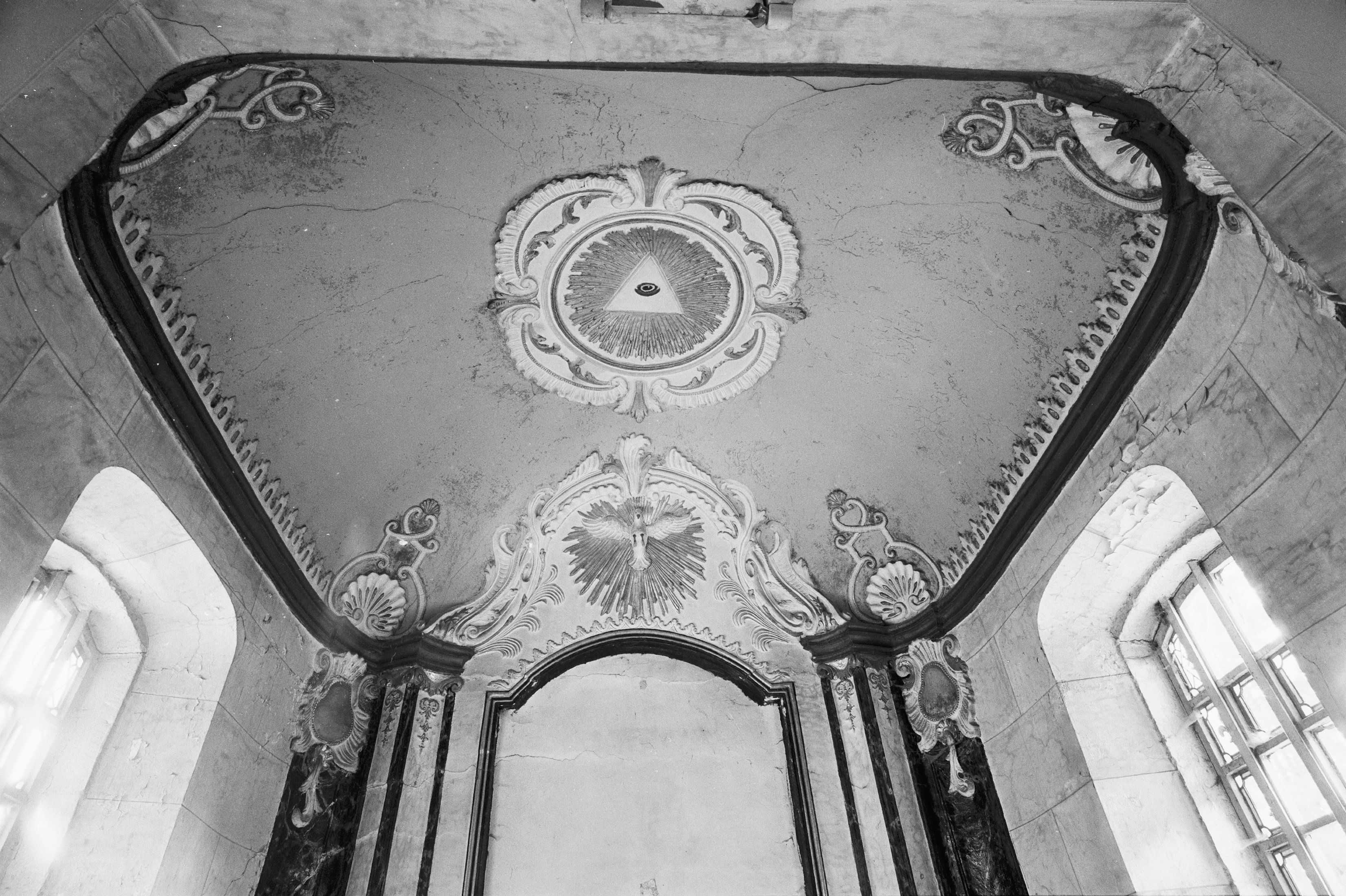
Kapel Hoogenweerth